# Hans-Karl von Esebeck
Hans-Karl Freiherr von Esebeck (Potsdam, 10 luglio 1892 – Iserlohn, 5 gennaio 1955) è stato un generale tedesco della Wehrmacht durante la seconda guerra mondiale.

## Biografia
Esebeck entrò nell'esercito imperiale tedesco il 25 settembre 1911 come alfiere nel 3º reggimento lancieri. Dal 4 maggio 1912 al 18 gennaio 1913, fu comandato alla scuola di guerra di Anklam. A ciò seguì la promozione al grado di tenente il 18 febbraio 1913, con cui combatté nella prima guerra mondiale. Esebeck venne quindi nominato comandante di battaglione per un mese nel febbraio del 1915. Il 6 giugno 1916 divenne primo luogotenente ed a metà agosto del 1917 entrò nello staff del VI. Corpo d'Armata dove rimase sino al 24 febbraio 1918, per poi venire impiegato come aiutante nella 3ª brigata di cavalleria della guardia.
Durante la seconda guerra mondiale von Esebeck conobbe il conte von Stauffenberg in Polonia nel 1939, e divenne suo amico personale. Dopo la campagna sul fronte occidentale gli fu assegnata la croce di cavaliere della croce di ferro il 4 luglio 1940 come comandante della 6ª brigata fucilieri. In seguito comandò varie divisioni corazzate e corpi.
Nel luglio del 1944 ottenne il grado di General der Panzertruppe e poco dopo passò in Austria con Albrecht Schubert, come comandante del XVII distretto militare (Vienna).
Dopo l'attentato a Hitler del 20 luglio 1944, riconosciuto tra i cospiratori, venne espulso dalla Wehrmacht. Insieme al suo capo di stato maggiore, il colonnello Heinrich Kodre ed al colonnello Rudolf von Marogna-Redwitz ed al feldmaresciallo Erwin von Witzleben, venne internato in un campo di concentramento dal quale venne liberato a guerra terminata dagli Alleati.